# Synemon
Synemon é um gênero de traça pertencente à família Brachodidae.